# Canzone/La luna
Canzone/La luna è un singolo di Milva, pubblicato dalla Ricordi nel 1968.

## Canzone
Canzone, è un brano musicale composto da Don Backy e Detto Mariano, terzo classificato al Festival di Sanremo 1968 nell'interpretazione di Milva ed Adriano Celentano.
La canzone fu al centro di una celebre diatriba tra Celentano e Don Backy, rischiando di non partecipare al festival. Per quella lite il cantautore toscano non partecipò alla manifestazione, ed al suo posto il brano fu eseguito proprio da Celentano e Milva.
Il brano fu inserito nell'album Un sorriso. Milva incise il brano anche in giapponese, dove fu distribuito su 45 giri.

## La luna
La luna è la canzone pubblicata sul lato B del singolo, scritta dagli stessi autori. Anche questo brano fu inserito nell'album Un sorriso..

## Edizioni
Il singolo è stato distribuito in Italia dall'etichetta Ricordi, con codice SRL 10.490, ed è stato distribuito anche in Brasile, Spagna, Grecia, Yugoslavia, Olanda, Svizzera e Giappone nel 1973.